# Henryk Komuniewski
Henryk Komuniewski (ur. 1 stycznia 1934 w Czeladzi, zm. 9 października 2022) – polski kolarz szosowy, medalista mistrzostw Polski.

## Życiorys
Był zawodnikiem Kolejarza Sosnowiec (1953-1954), Gwardii Łódź (1954-1955), Gwardii Warszawa (1955-1956) i ponownie Kolejarza Sosnowiec (1957-1962).
W 1954 został wicemistrzem Polski w wyścigu drużynowym na 100 kilometrów, w tej samej konkurencji zdobył także brązowy medal w 1956 oraz brązowy medal podczas V Światowego Festiwalu Młodzieży i Studentów.
W 1959 wygrał jeden z etapów Wyścigu dookoła Polski, a w klasyfikacji końcowej zajął 9. miejsce. W tym samym wyścigu w 1961 zajął 10. miejsce w klasyfikacji końcowej. W 1955 wygrał w katowickim Kryterium Asów, w 1959 zwyciężył w Wyścigu Kroniki Beskidzkiej i Startu Bielsko-Biała, w 1954 zajął drugie miejsce w Wyścigu Sztandaru Ludu Szlakiem Wyzwolenia PKWN, w 1956 był trzeci w wyścigu Pasmem Gór Świętokrzyskich, w 1957 trzeci w Wyścigu dookoła Warmii i Mazur.
Po zakończeniu kariery zawodniczej współpracował jako masażysta z reprezentacją Polski, w tej roli opiekował się m.in. Ryszardem Szurkowskim i Czesławem Langiem.